# İdris Baluken

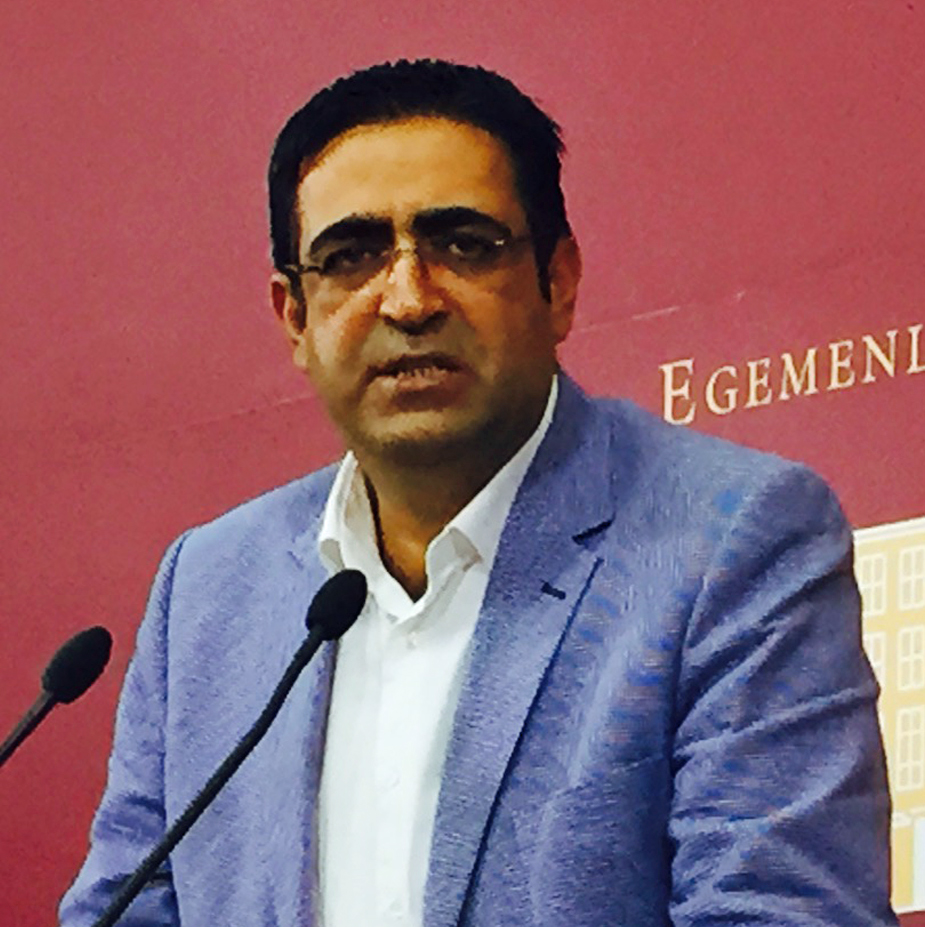
İdris Baluken (2015)

İdris Baluken (* 2. Juli 1976 in Bingöl) ist ein türkischer Politiker kurdischer Abstammung der „Demokratischen Partei der Völker“ (HDP).

## Jugend und Werdegang
Baluken stammt ursprünglich aus Bingöl. Die Familie ist zazaischer Herkunft. Baluken besuchte das Gymnasium in Bingöl. Anschließend studierte er Humanmedizin an der Ankara Üniversitesi. Seinen Facharzt machte Baluken in einem Krankenhaus auf Heybeliada. Anschließend arbeitete er als Arzt in Krankenhäusern in Bingöl und Diyarbakır in Abteilungen für Thoraxerkrankungen.

## Politische Tätigkeit
In der Legislaturperiode von 2011 bis 2015 war Baluken Abgeordneter für einen Wahlkreis in Bingöl. In der 24. Legislaturperiode war Baluken Parlamentsabgeordneter für Diyarbakır und Fraktionsvorsitzender der HDP im türkischen Parlament. Von 2012 bis 2014 war Baluken der Fraktionsvorsitzende der Partei für Frieden und Demokratie (BDP). Danach trat er zur Schwesterpartei HDP über.

## Strafverfolgung
Er wurde im November 2016 verhaftet und wegen Terrorpropaganda angeklagt. Im Januar 2017 wurde er nach dem ersten Verhandlungstag freigelassen und zwei Tage später erneut verhaftet. Im Januar 2018 wurde er zu 16 Jahren und 8 Monaten verurteilt. Das Urteil sei zu großen Teilen mit Reden, die er im Parlament hielt und später vor seinen Anhängern wiederholte, begründet worden, sagte seine Anwältin Reyhan Yalçındağ Baydemir. Das Urteil sei rechtswidrig und sie würden in Berufung gehen. Im Mai 2018 hat das Berufungsgericht in Gaziantep das Urteil bestätigt. Das Strafmaß wurde auf neun Jahre und zwei Monate festgelegt. Im April 2023 wurde er aus dem Gefängnis entlassen.

## Privates
Baluken ist verheiratet und Vater von zwei Kindern.